# Blayne Heckel
Blayne Ryan Heckel (1953) é um físico estadunidense.
Blayne Heckel obteve um doutorado em 1981 na Universidade Harvard, orientado por Norman Foster Ramsey. Foi em 1983 professor assistente, em 1987 professor associado e em 1991 professor na Universidade de Washington. Lá fundou com Eric George Adelberger em 1986 um grupo de física gravitacional experimental (Eöt-Wash Group), ao qual associou-se a partir de 1990 Jens Gundlach. Eles desenvolveram balanças de torção, pesquisando variações da força gravitacional da forma {\displaystyle {\frac {1}{r^{2}}}} em pequenas distâncias (até 50 micrômetros), na procura de possíveis novas forças fundamentais (quinta força).
Recebeu o Fundamental Physics Prize de 2021 com Eric George Adelberger e Jens Gundlach.

## Publicações selecionadas
- com J. Gundlach., S. Hoedl, S. Schlamminger: Torsion Balance Experiments: A low-energy frontier of particle physics, Progress in Particle and Nuclear Physics, Volume 62, 2009, p. 102–134
- com D. J. Kapner, T. S. Cook, E. G. Adelberger, J. Gundlach, C. D. Doyle, H. E. Swanson: Tests of the Gravitational Inverse-Square Law below the Dark-Energy Length Scale, Phys. Rev. Lett., Volume 98, 2007, p. 021101, Arxiv
- com C. D. Hoyle, D. J. Kapner, J. Gundlach, E. G. Adleberger, U. Schmidt, H. E. Swanson: Sub-millimeter Tests of the Gravitational Inverse-square Law, Phys. Rev. D, Volume 70, 2004, p. 042004
- com E. G. Adelberger, Ann Nelson: Tests of the gravitational inverse-square law,  Annual Review of Nuclear and Particle Science, Volume 53, 2003, p. 77–121
- com C. D. Hoyle, D. J. Kapner,J. Gundlach, E. G. Adleberger, U. Schmidt, H. E. Swanson: Submillimeter Tests of the Gravitational Inverse-Square Law: A Search for“Large” Extra Dimensions, Phys. Rev. Lett, Volume 86, 2001, p. 1418
- com G. L. Smith, C. D. Hoyle, E. G. Adleberger, J. Gundlach, H. E. Swanson: Short range test of the equivalence principle, Phys. Rev. D, Volume 61, 1999, p. 022001-1
- com S. Baeßler, J. Gundlach, E. G. Adleberger, U. Schmidt, H. E. Swanson: Improved test of the equivalence principle for gravitational self-energy, Phys. Rev. Lett., Volume 83, 1999, p. 3585
- com E. G. Adelberger, C. W. Stubbs, W. F. Rogers: Searches for new macroscopic forces, Annual Review of Nuclear and Particle Science, Volume 41, 1991, p. 269–320.